# Campeche
Campeche Mexikó egyik szövetségi állama, a Yucatán-félsziget nyugati harmadát foglalja el. Területe 57 924 km², kb. 822 000 lakosa van.
Nyugati szomszédja Tabasco állam, a keleti Quintana Roo, az északkeleti Yucatán, délen pedig Guatemala határolja. Nagy része járhatatlan esőerdő, legnyugatibb csücskében részesül a kőolajmezőkből a Mexikói-öbölben. Hozzá tartoznak az öbölben fekvő Arcas-szigetek is.
Az állam területét 1492 előtt a maják lakták. Egykori városuk, Edzná, a legjelentősebb régészeti feltáróhely Campeche tartományban. Délkeleten, Quintana Roo határán vannak a Río Bec-csoport romjai (a legnagyobb közülük Xpuhil).
1841-től 1848-ig a Mexikótól elszakadt Yucatáni Köztársaság része volt.

## Népesség
Ahogy egész Mexikóban, a népesség növekedése Campeche államban is gyors, ezt szemlélteti az alábbi táblázat:
| Év   | Lakosság |
| ---- | -------- |
| 1990 | 535 185  |
| 1995 | 642 516  |
| 2000 | 690 689  |
| 2005 | 754 730  |
| 2010 | 822 441  |